# Glochidion ramiflorum
Glochidion ramiflorum är en emblikaväxtart som beskrevs av Johann Reinhold Forster och Johann Georg Adam Forster. Glochidion ramiflorum ingår i släktet Glochidion och familjen emblikaväxter.

## Underarter
Arten delas in i följande underarter:
- G. r. ramiflorum
- G. r. samoanum